# Анциферово (Спасский сельсовет, Вологодский район)
Анциферово — деревня в Вологодском районе Вологодской области на реке Шолда.
Входит в состав Спасского сельского поселения, с точки зрения административно-территориального деления — в Спасский сельсовет.
Расстояние по автодороге до районного центра Вологды — 17 км, до центра муниципального образования Непотягово — 7 км. Ближайшие населённые пункты — Яминово, Закрышкино, Рогозкино.

## Население
| 2002 | 2010 |
| ---- | ---- |
| 1    | ↘0   |

По переписи 2002 года население — 1 человек.